# Austrolaenilla abyssicola
Austrolaenilla abyssicola är en ringmaskart som först beskrevs av Uschakov 1962.  Austrolaenilla abyssicola ingår i släktet Austrolaenilla och familjen Polynoidae. Inga underarter finns listade i Catalogue of Life.